# Анадолу
TCG Anadolu (L-400) e универсален десантен кораб (УДК) на турския флот, който може да бъде конфигуриран като лек самолетоносач.
Носи името на Анадола (на турски: Anadolu), който съставлява по-голямата част от територията на Турция. Строителните работи започват на 30 април 2016 г. в Sedef Shipbuilding Inc. в Истанбул. като килът е положен на 7 февруари 2018 г. TCG Anadolu беше пуснат в експлоатация с церемония на 10 април 2023 г.
Плавателният съд е предназначен да посрещне различните нужди и изисквания на Турските въоръжени сили, като поддържане на дълготрайни военни битки на дълги разстояния или операции за хуманитарна помощ, като същевременно действа като команден център и флагман на турския флот.
Консорциумът Sedef-Navantia спечели търга за проекта за десантния кораб на турските ВМС.
TCG Anadolu използва същия дизайн като този на испанския кораб Хуан Карлос I. Всички оръжейни системи на кораба са закупени от турските фирми Aselsan и Havelsan. Корабът разполага с турска система за бойно управление GENESIS-ADVENT, която е интегрирана от Aselsan и Havelsan. Кацането на самолета се подпомага при всякакви метеорологични условия от радар за прецизен подход Leonardo SPN-720.

## История

### Дизайн и характеристики
През декември 2013 г., турската програма за LPD/LHD се оценяваше първоначално на стойност от 375 милиона евро. Според първоначалния план, турският флот искаше малко по-къса пилотска кабина без рампата за ски скокове отпред, за да бъде оптимизирана за използване само с хеликоптери.
Турският флот по-късно промени плана си и избра напълно оборудвана пилотска кабина с рампа за ски скокове отпред, след като реши да закупи самолет F-35B STOVL. Турция беше партньор от ниво 3 в програмата Joint Strike Fighter, която доведе до F-35 Lightning II. Турските ВВС възнамеряваха да получат версията F-35A CTOL, докато Сенатът на САЩ не блокира износа на изтребителя за Турция поради закупуването на ракетната система С-400 от Русия, която е обект на санкции на CAATSA. Вместо версията F-35B STOVL, в краткосрочен план турският флот ще експлоатира произведени в страната БПЛА като Bayraktar TB3.

### Конфигурация на самолетоносач V/STOL
Корабът има 5440 m2 пилотска палуба и 990 m2 авиационен хангар, който може да побере или 12 средно големи хеликоптера, или 8 хеликоптера Боинг CH-47F Chinook за тежък товар. Когато авиационният хангар и гаражът за леки товари са обединени, корабът може да носи до 25 средно големи хеликоптера. Алтернативно, корабът може да носи до 10 изтребителя F-35B STOVL и 12 средни хеликоптера с възможност за настаняване на още шест хеликоптера на пилотската палуба на кораба.
- Байрактар Къзълелма на платформата за излизане на TCG Anadolu, който е закотвен на пристанището Каракьой, в зализа Златен Рог, Истанбул
- Байрактар Къзълелма на платформата за излизане на TCG Anadolu, който е закотвен на пристанището Каракьой, в зализа Златен Рог, Истанбул
- Байрактар TB3 на платформата за излизане на TCG Anadolu, който е закотвен на пристанището Каракьой, в зализа Златен Рог, Истанбул
- Байрактар TB3 на платформата за излизане на TCG Anadolu, който е закотвен на пристанището Каракьой, в зализа Златен Рог, Истанбул

### Кораб от същия тип
Планиранo е изграждането на кораб от същия тип от Военномерските сили на Турция под името TCG Trakya.